# Цапатеадо
Цапатеа́до, также сапатеа́до (исп. zapateado, от zapato — сапог) — стиль испанского народного танца, выстукивание музыкального ритма стопами ног. Неотъемлемая часть фламенко, исполняется на присогнутых коленях в первую очередь каблуками, с дополнением ударов подушечкой и всей стопой. Входит в набор базовых движений испанского характерного танца.
В Мексике называется сапатео или сапатео табаско. На Кубе — сапатео.
В классической музыке цапатеадо было обработано такими испанскими мастерами как Пабло де Сарасате (шестой из «Испанских танцев», соч. 23), Энрике Гранадос (последняя из «Шести пьес на испанские народные напевы»; в 1933 году эту музыку для своего танца-цапатеадо использовала Архентина), Хоакин Турина (последний из «Трёх андалузских танцев», соч. 8).